# Parastrangalis potanini
Parastrangalis potanini är en skalbaggsart som först beskrevs av Ludwig Ganglbauer 1890.  Parastrangalis potanini ingår i släktet Parastrangalis och familjen långhorningar. Inga underarter finns listade i Catalogue of Life.